# Ангола (Индијана)
Ангола (енгл. Angola) град је у америчкој савезној држави Индијана.

## Демографија
По попису из 2010. године број становника је 8.612, што је 1.268 (17,3%) становника више него 2000. године.
| Група             | 2000.         | 2010.         |
| Белци             | 6.768 (92,2%) | 7.754 (90,0%) |
| Афроамериканци    | 60 (0,8%)     | 120 (1,4%)    |
| Азијати           | 90 (1,2%)     | 73 (0,8%)     |
| Хиспаноамериканци | 286 (3,9%)    | 542 (6,3%)    |
| Укупно            | 7.344         | 8.612         |